# Nyctimene draconilla
Nyctimene draconilla é uma espécie de morcego da família Pteropodidae. Pode ser encontrada na ilha de Nova Guiné (Nova Guiné Ocidental na Indonésia e Papua-Nova Guiné).